# Tarcisio Bertone
Tarcisio Pietro Evasio Bertone S.D.B. (Romano Canavese, 2 december 1934) is een Italiaans geestelijke en een kardinaal van de Katholieke Kerk.

## Biografie

### Priester
Bertone werd in Romano Canavese geboren als vijfde van acht kinderen. Hij trad in 1950 in bij de Salesianen van Don Bosco, en werd op 1 juli 1960 priester gewijd door aartsbisschop Albino Mensa. Hij promoveerde in het canoniek recht met een dissertatie over Het Bestuur van de Kerk in de filosofie van paus Benedictus XIV. Hij werd in 1967 hoogleraar in de moraaltheologie aan de Pauselijke Salesiaanse Universiteit in Rome. In 1976 kreeg hij de leerstoel Kerkelijk Recht aan diezelfde universiteit. Hij zou hier tot 1991 blijven. Vanaf de jaren 80 was hij werkzaam bij de Romeinse Curie.

### Aartsbisschop
Op 4 juni 1991 werd Bertone benoemd tot aartsbisschop van Vercelli; zijn bisschopswijding vond plaats op 1 augustus 1991. Hij was een van de adviseurs bij de herziening van de Codex Iuris Canonici in 1993. Sinds 1995 was hij werkzaam als secretaris van de Congregatie voor de Geloofsleer onder leiding van Joseph Ratzinger, de latere paus.
Op 10 december 2002 werd Bertone benoemd tot aartsbisschop van Genua, een van de belangrijkste bisschopszetels van Italië. Hij was de opvolger van Dionigi Tettamanzi, die in juli 2002 benoemd was tot aartsbisschop van Milaan.

### Kardinaal

Wapen van kardinaal Bertone als camerlengo

Bertone werd tijdens het consistorie van 2 februari 2003 kardinaal gecreëerd. Hij kreeg de rang van kardinaal-priester. Zijn titelkerk pro hac vice werd de Santa Maria Ausiliatrice in Via Tuscolana (eigenlijk een titeldiakonie). Bertone nam deel aan de conclaven van 2005 en 2013.
Op 15 september 2006 werd Bertone benoemd tot kardinaal-staatssecretaris. Op 4 april 2007 volgde tevens zijn benoeming tot camerlengo. Op 10 mei 2008 werd hij bovendien verheven tot kardinaal-bisschop van Frascati.
Bertone trad op 15 oktober 2013 af als staatssecretaris.
In 2014 haalde hij de pers vanwege een luxewoning die hij voor zichzelf had laten maken. Deze zou een oppervlak van 400 of zelfs 600 m² hebben en een groot terras. Veel groter dan het appartement van Paus Franciscus.
Op 2 december 2014 verloor Bertone - in verband met het bereiken van de 80-jarige leeftijd - zijn functie als camerlengo en het recht om deel te nemen aan een toekomstig conclaaf. Hij ging 18 dagen later, op 20 december 2014, met emeritaat.

## Standpunten
In 2010 legde Bertone een verband tussen homoseksualiteit en pedofilie. Tijdens een bezoek aan Chili zei hij: "Verscheidene psychologen en psychiaters hebben aangetoond dat er geen verband bestaat tussen celibaat en pedofilie, maar vele anderen hebben aangetoond dat er een verband bestaat tussen homoseksualiteit en pedofilie." Hij kon die zogenaamde studies van psychologen en psychiaters echter niet voorleggen. Zijn standpunt daarover leverde Bertone wereldwijd kritiek op, zowel in katholieke, ongelovige als wetenschappelijke milieus. Ook in België en Nederland reageerden politici, deskundigen en homo-activisten geschokt. Enkele dagen later nam het Vaticaan afstand van Bertone's omstreden uitspraak.
- Biblioteca Nacional de España: XX4668792
- Bibliothèque nationale de France: cb129316413 (data)
- Catàleg d'autoritats de noms i títols de Catalunya: 981058516575406706
- Gemeinsame Normdatei: 134071050
- International Standard Name Identifier: 0000 0001 2282 7461
- Library of Congress Control Number: n80010275
- Nationale Bibliotheek van Tsjechië: jx20090525013
- Nationale Bibliotheek van Polen: a0000002240747
- Nationale en Universitaire bibliotheek Zagreb: 000343860
- Nederlandse Thesaurus van Auteursnamen: 108247279
- Istituto Centrale per il Catalogo Unico: CFIV009432
- Système universitaire de documentation: 052469883
- Virtual International Authority File: 88563699
- WorldCat: E39PBJw8WDrXMjMgmFvBWgw6Kd